# Museu Americano de História Natural
O Museu Americano de História Natural (em inglês American Museum of Natural History) é um museu dos Estados Unidos, localizado em Nova Iorque e fundado em 1869. É especialmente reconhecido pela sua vasta coleção de fósseis, incluindo de espécies de Dinossauros. Uma das grandes atrações do museu é uma coleção de esqueletos de dinossauro, com mais de 30 milhões de fósseis e artefatos espalhados por 42 salas de exibição. Um T-Rex de aproximadamente 15 metros e dá as boas-vindas aos visitantes na entrada.
É o maior museu de história natural do mundo. Apesar de história natural se referir hoje ao estudo da vida animal, o museu aplica a história em seu uso original, ou seja, estuda todos os objetos naturais, animais, vegetais e minerais.
Theodore Roosevelt, Sr., o pai de Theodore Roosevelt, o 26º presidente dos EUA, está ligado à sua fundação e é lembrado no atual museu por um memorial. O primeiro edifício do museu acabou de ser construído em 1877, a partir do projecto de Calvert Vaux e Jacob Wrey Mould, a partir de uma ideia de Albert Smith Bickmore, discípulo de Louis Agassiz no Museu de Zoologia Comparativa de Harvard,  em 1860. O museu serviu como cenário para o filme "Uma Noite no Museu" (2006).

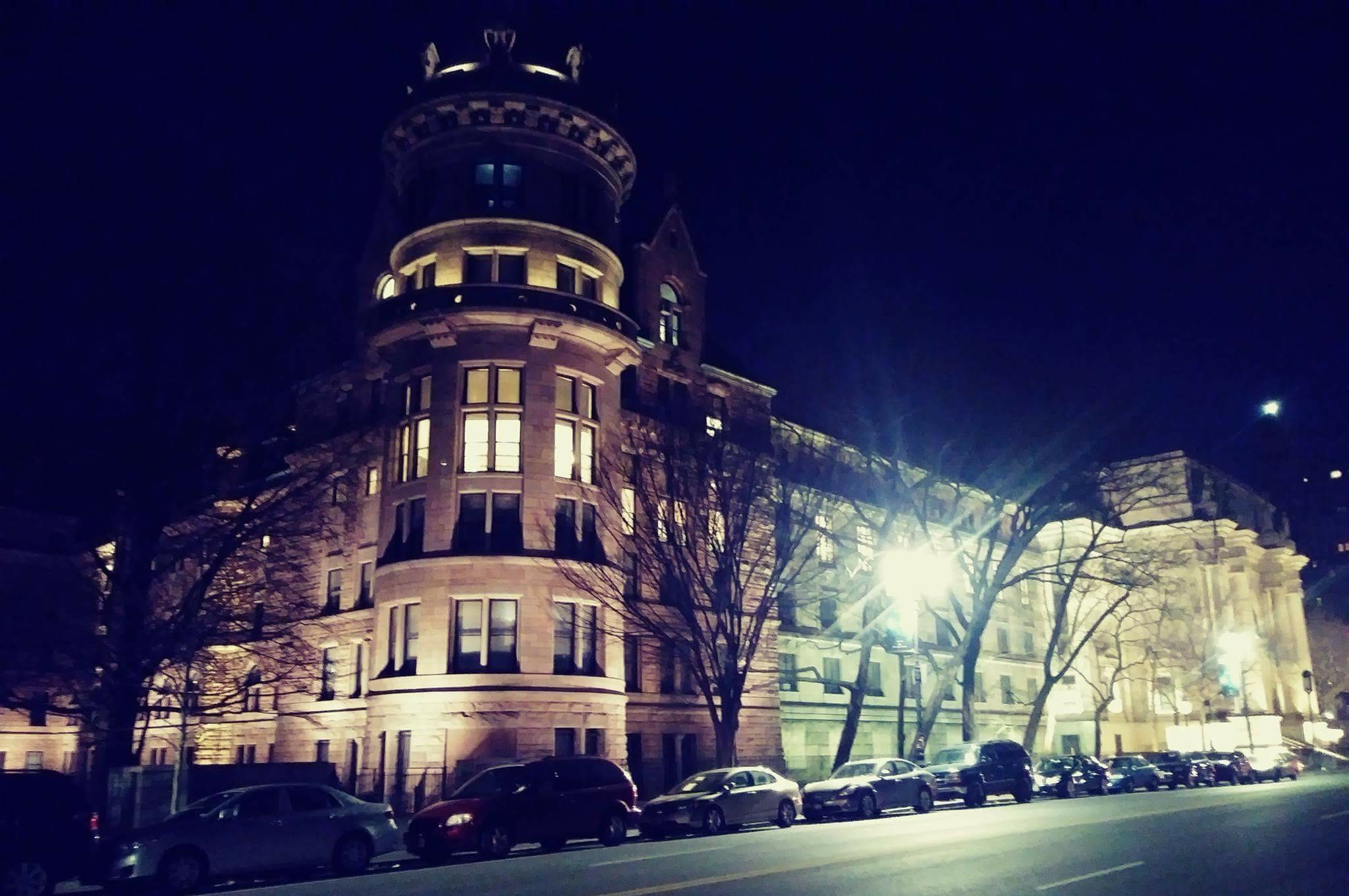
O museu de noite

## História do Museu
Antes da construção do complexo atual, o museu localizava-se num antigo arsenal no Central Park. Theodore Roosevelt, Sr., o pai de Theodore Roosevelt, 26º Presidente dos Estados Unidos, foi um dos fundadores da instituição; juntamente com J. P. Morgan, Robert L. Stuart, Joseph Hodges Choate e outros. A fundação do museu foi a realização de um sonho do naturalista Dr. Albert S. Bickmore. Bickmore, que havia sido aluno do renomado zoologista Louis Agassiz, pressionou a sociedade durante anos para a criação de um museu de história natural em Nova Iorque. Sua proposta, apoiada pelos mais influentes nomes à época, recebeu o aval do Governador de Nova Iorque, John Thompson Hoffman, que estabeleceu oficialmente o Museu Americano de História Natural em 6 de abril de 1869.
Em 1874 foi lançada a pedra fundamental da primeira sede da instituição, que atualmente é encoberta pelos arranha-céus do entorno. O prédio em estilo vitoriano foi inaugurado em 1877, tendo sido projetado por J. Wrey Mould (responsável pela grande maioria dos prédios ao redor do Central Park). Logo em seguida foi inaugurada a ala sul do museu. Projetada por J. Cleaveland Cady, esta ala possui 210 metros de extensão e 46 metros de altura no ponto mais alto. A entrada principal pelo Central Park, juntamente com o Memorial a Theodore Roosevelt - de autoria de John Russell Pope - constituem um marcante complexo Beaux-Arts.
Desde 1930, a fachada segue inalterada. O arquiteto Kevin Roche têm sido o responsável pela conservação do prédio desde o início da década de 1990. Inúmeras reformas internas e externas foram realizadas desde então, incluindo ampliações no "Hall dos Dinossauros" e restauração parcial do Memorial a Roosevelt. Em 1992, a equipe chefiada por Roche projetou uma biblioteca no oitavo andar do edifício.

## Exibições permanentes
O Museu Americano de História Natural é uma das instituições científicas, culturais e educacionais mais reconhecidas no mundo. O museu contém 45 espaços de exibições permanentes, incluindo o Planetário Hayden, e galerias para exibições temporárias.

### Salões dos Mamíferos

#### Salão dos Mamíferos Norte-Americanos (Bernard Family Hall Of North American Mammals)
O Salão da Família Bernard de Mamíferos Norte-Americanos, inaugurado em 1942, exibe 46 espécies diferentes de mamíferos. Entre eles, encontram-se coiotes, esquilos e ursos. Em Outubro de 2012 a exibição foi reinaugurada após uma restauração de um ano na qual pintores e designers recoloriram todo o cenário, as peles dos animais e os detalhes das dioramas. Além disso, as explicações sobre os mamíferos foram atualizadas. 
Essa exibição é considerada uma das mais bem produzidas no mundo.

#### Salão Akeley dos Mamíferos Africanos
No Salão Akeley dos Mamíferos Africanos se encontram os grandes mamíferos da África. No centro da sala ficam oito elefantes, cercados por 28 dioramas, nelas encontramos animais como leões, gorilas e rinocerontes. A cena é uma representação da vida selvagem na África. 

#### Salão dos Mamíferos Asiáticos
O Salão dos mamíferos asiáticos foca nos grandes mamíferos da Índia, Myanmar e Tailândia. Nesse salão encontram-se búfalos, leopardos e rinocerontes. Muitos animais em exibição nesse andar correm o risco de perder seus habitats. Nos anos 90, dois mamíferos asiáticos entraram em risco de extinção: o tigre- siberiano e o urso panda.

#### Salão dos Mamíferos do Estado de Nova Iorque
No Salão dos Mamíferos do Estado De Nova Iorque os visitantes encontram exibições da vida selvagem local. Encontram-se esquilos, coiotes, coelhos, ratos, guaxinins, entre outros animais. A maior parte desses mamíferos é familiar apenas aos moradores das áreas rurais e do subúrbio de Nova Iorque, mas não aos residentes das áreas urbanas.

#### Salão dos Primatas
O salão dos Primatas é dividido por famílias e explora a evolução dos humanos desde os macacos, passando pelos hominídeos e chegando até os homo sapiens. A relação da família dos humanos com a dos primatas é estabelecida através da comparação de características como a postura, a quantidade de pelos no corpo e o tamanho das mãos, principalmente do dedão.

#### Salão dos mamíferos pequenos
No salão dos mamíferos pequenos uma grande variedade de animais é encontrada em seus habitats naturais, desde a tundra canadense até o Sul do Texas. Dentre os animais encontram-se mamíferos como o texugo, o glutão e o vison.

### Salão dos pássaros, répteis e anfíbios

#### Salão dos pássaros do mundo
O salão dos pássaros do mundo exibe distintos ambientes ao redor do globo e os pássaros que habitam esses locais. Cada uma das doze dioramas representa um bioma, como o deserto ou a floresta tropical, junto com suas espécies. O animal mais famoso dessa exibição é o pinguim-rei.

#### Salão dos pássaros de Nova Iorque
Esse salão exibe a grande diversidade de pássaros presente na região de Nova Iorque. Devido à variedade de habitats em Nova Iorque a cidade atrai mais de 400 espécies de pássaros. O destaque da exibição é o pombo-passageiro, extinto desde o começo do século XX.

#### Salão dos pássaros norte-americanos
A exibição conta com mais de 20 dioramas que expõe espécies norte-americanas de habitats distintos, desde a Flórida até o Alasca. Dentre os ecossistemas representados estão florestas e desertos. O destaque do salão é o falcão peregrino.

#### Salão dos répteis e anfíbios
O salão dos répteis e anfíbios explora a anatomia, a defesa, a locomoção, a reprodução e os hábitos alimentares dos répteis e anfíbios. Os anfíbios foram os primeiros seres vertebrados a viver na terra e a partir deles os mamíferos e répteis evoluíram.
Uma grande variedade desses animais está exposta no Museu Americano de História Natural, desde o pequeno sapo cubano até a gigante salamandra. Na exibição encontram-se também crocodilos, jacarés, tartarugas, sapos, entre outros animais. Todos os animais são acompanhados de explicações sobre as diversas maneiras nas quais eles se protegem, se reproduzem e vivem.

### Salões da ciência terrestre e planetária

#### Salão Arthur Ross de Meteoritos
O Salão Arthur Ross de Meteoritos explora questões essenciais sobre a origem do sistema solar examinando meteoritos, fragmentos de pedra do espaço, que revelam informações sobre a formação e a evolução do sol e dos planetas.
Esse salão é dividido em três seções, essas focam nas origens do sistema solar, nos processos de formação dos planetas e nos impactos dos meteoritos. Mais de 130 cientificamente relevante meteoritos estão expostos nessa seção. Além disso, espécimes de pedras de Marte e da Lua coletados nas missões Apollo dos anos 70 também se encontram no museu.

#### Salão Morgan Memorial de Pedras Preciosas
Nesse salão encontram-se pedras preciosas e ornamentais, assim como materiais orgânicos. Nesse salão todos os objetos estão separados por grupo mineral, incluindo diamante, safira, rubi e esmeralda. Pedras raras e metais preciosos como metal e platina também estão em exibição e podem ser vistos em forma de peças decorativas e joias.

#### Salão Harry Frank Guggenheim de Minerais
No Salão Guggenheim de Minerais estão presentes diversos espécimes de minerais coletados por todo o mundo, incluindo um topázio gigante do Brasil. 

## Programas de educação
O departamento de educação oferece programas, aulas e serviços para todas as idades. O museu trabalha junto ao sistema público de educação, ensinando crianças e treinando professores através do Centro David e Ruth Gottesman. O Centro auxilia cerca de 460 mil estudantes que visitam o Museu Americano de História Natural anualmente. Aproximadamente 29% de todos os estudantes do ensino fundamental e do ensino médio de escolas públicas de Nova Iorque visitam o museu de graça todo ano. Instrutores e voluntários guiam as crianças e as ensinam durante as visitas educacionais.

## Pesquisa
O museu abriga mais de 200 cientistas que trabalham em distintas áreas, incluindo antropologia, astrofísica, biologia, paleontologia, ciências planetárias. Através da Escola de Graduação Richard Gilder (Richard Gilder Graduate School) esses cientistas realizam pesquisas e mais de 100 expedições ao redor do mundo todo ano. Com a Escola de Graduação Richard Gilder o museu é o único dos Estados Unidos a formar profissionais com Ph.D.

## Richard Gilder Graduate School
A Escola de Graduação Richard Gilder (The Richard Gilder Graduate School) foi inaugurada em 23 de Outubro de 2006. A escola oferece mestrado na “Arte de Ensinar Ciências” e PhD em “Biologia Comparativa”.  Em 2011 a escola de graduação tinha onze alunos matriculados, esses trabalhavam lado a lado com curadores e tinham acesso a todo o acervo do museu. Os primeiros sete alunos a se formarem receberam seus diplomas em 30 de setembro de 2013.